# Eudorylas barrettoi
Eudorylas barrettoi är en tvåvingeart som först beskrevs av Hardy 1965.  Eudorylas barrettoi ingår i släktet Eudorylas och familjen ögonflugor. Inga underarter finns listade i Catalogue of Life.